# 松村鈴子
松村 鈴子（まつむら すずこ、1958年2月22日 - ）は、日本の元競泳選手。元女優。熊本県出身。1972年ミュンヘンオリンピック日本代表。200ｍ背泳ぎの元日本記録保持者。

## 経歴
熊本市立春日小学校・熊本市立藤園中学校・大阪市立巽中学校・熊本市立高等学校出身。
1972年ミュンヘンオリンピックに出場。200m背泳ぎで予選敗退、400mメドレーリレーでは日本新記録で6位入賞を果たした。
1974年アジア競技大会に出場。100m背泳ぎと400mメドレーリレーで2冠を達成した。
1975年世界水泳選手権に出場し、100m背泳ぎで16位・200m背泳ぎで9位という結果を残した。